# Koloradoflodpadda
Koloradoflodpadda, Incilius alvarius
, är en padda från södra Nordamerika som tillhör släktet Incilius och familjen äkta paddor.

## Utseende
Koloradoflodpaddan är en stor padda med en enfärgat grön, gröngrå till mörkbrun ovansida med stora, vita vårtor vid mungiporna och bakbenen, samt kraftiga parotidkörtlar. I övrigt är skinnet slätt. Undersidan är ljust beigefärgad. Hanarna får mörka parningsvalkar på tummarnas insidor under lektiden. Nyligen förvandlade ungpaddor har en ryggfärg som ofta drar sig åt gulbrunt med röda eller orange fläckar. Längden hos vuxna djur uppgår till 10 till 19 cm. 

## Utbredning
Arten finns i södra Arizona, sydligaste New Mexico och nordvästra Mexiko (delstaten Sinaloa). Tidigare fanns den även i sydöstra hörnet av Kalifornien, men den har inte påträffats där sedan 1970-talet.

## Vanor
Koloradoflodpaddan lever i områden med buskvegetation, ängar och lövskogsområden, gärna torra sådana, där den ofta söker skydd under inaktivitetsperioder i övergivna smågnagarbon.  Paddan är framför allt aktiv nattetid, särskilt under de monsunartade sommarregnen.

### Föda och predation
Arten livnär sig av ett stort antal djur som mångfotingar, spindlar, skorpioner, skorpionspindlar, steklar, skalbaggar, gräshoppor, termiter, snäckor, andra grodor, ödlor och möss. Själv utgör arten föda åt framför allt tvättbjörnar, men även fåglar och reptiler. De vuxna djuren är dock skyddade mot andra predatorer än tvättbjörnar på grund av sin giftiga och starkt hallucinogena hudavsöndring. Denna har också utnyttjats av vissa drogrelaterade subkulturer, som mjölkar och röker den torkade avsöndringen, eller ägnar sig åt att slicka paddorna. Detta beteende är olagligt i vissa av USA:s delstater, som även har narkotikaklassat giftet.

### Fortplantning
Lek och larvutveckling sker i lugna vatten som dammar och långsamma vattendrag. Parningssäsongen varar mellan sen vår till tidig höst, under vilken honan kan lägga mellan 7 500 och 8 000 ägg i ett långt, geleartat band. Grodynglet förvandlas inom 1 månad.

## Status
Koloradoflodpaddan är klassificerad som livskraftig ("LC") av IUCN, och populationen är stabil, trots den tidigare tillbakagången i Kalifornien.